# Un fusil pour l'honneur
Pour plus de détails, voir Fiche technique et Distribution.
Un fusil pour l'honneur (Blood Red) est un film américain réalisé par Peter Masterson, sorti en 1989.

## Synopsis
L'action se situe dans les années 1890. L'histoire est centrée sur la vie d'une famille sicilienne, les Collogero, vivant en Californie et travaillant dans le secteur de la viticulture, et leur confrontation avec un puissant baron des chemins de fer et des terres nommé William Bradford Berrigan, qui en veut à leurs terres et aux terres qui appartiennent à d'autres familles de la région. Le plan de Berrigan est de prendre le contrôle des propriétés afin de construire un nouveau chemin de fer. Lorsque le conflit s'intensifie, il assassine le patriarche de la famille, Sebastian Collogero, et en réponse, son fils Marco réclame justice. Avec l'aide de sa famille et d’autres personnes, Marco commence une guérilla ouverte contre Berrigan.

## Fiche technique
- Titre français : Un fusil pour l'honneur ou La Voie du sang[1]
- Titre original : Blood Red
- Réalisation : Peter Masterson
- Scénario : Ron Cutler
- Musique : Carmine Coppola
- Pays d'origine : États-Unis
- Genre : western
- Date de sortie : 1989

## Distribution
- Eric Roberts (VF : Guy Chapellier) : Marco Collogero
- Giancarlo Giannini : Sebastian Collogero
- Dennis Hopper : William Bradford Berrigan
- Burt Young : Andrews
- Carlin Glynn (en) : Miss Jeffreys
- Lara Harris (en) : Angelica
- Joseph Runningfox (en) : Samuel Joseph
- Al Ruscio : Antonio Segestra
- Michael Madsen : Enzio
- Elias Koteas : Silvio
- Francesca De Sapio : Rosa Collogero
- Marc Lawrence : Michael Fazio
- Frank Campanella : Dr Scola
- Aldo Ray : Père Stassio
- Susan Anspach : Widow
- Kevin Cooney : Mayor Riggs
- Julia Roberts : Maria Collogero
- Carol Ann Susi : une sœur de Segestra
- Charles Dierkop : Cooper
- Sergio Calderón : Perez
- John de Lancie (non crédité)